# Сіуро
Сіуро (фін. Siuro) — село в Фінляндії, входить до складу місто Нокіа, повіту Пірканмаа.